# Mistrzostwa Świata Weteranów w Skokach Narciarskich 1991
Mistrzostwa Świata Weteranów w Skokach Narciarskich 1991 – druga edycja mistrzostw świata weteranów w skokach narciarskich, rozegrana w 1991 roku. Początkowo zawody miały się odbyć w Raufoss, ale zostały przeniesione do Odnes.

## Medaliści
| Kategoria wiekowa | Złoty medal        | Kraj              | Odległość      | pkt    | Srebrny medal          | Kraj                   | Odległość              | pkt                    | Brązowy medal             | Kraj                      | Odległość                 | pkt                       |
| ----------------- | ------------------ | ----------------- | -------------- | ------ | ---------------------- | ---------------------- | ---------------------- | ---------------------- | ------------------------- | ------------------------- | ------------------------- | ------------------------- |
| K-30              |                    |                   |                |        |                        |                        |                        |                        |                           |                           |                           |                           |
| Klasa 10 (75–79)  | Olai Lie           | Norwegia          | 22,5 m, 24,0 m | 122,4  | Wystartował 1 zawodnik | Wystartował 1 zawodnik | Wystartował 1 zawodnik | Wystartował 1 zawodnik | Wystartował 1 zawodnik    | Wystartował 1 zawodnik    | Wystartował 1 zawodnik    | Wystartował 1 zawodnik    |
| Klasa 9 (70–74)   | Ragnvald Ruud      | Norwegia          | 22,5 m, 23,0 m | 136,1  | Wystartował 1 zawodnik | Wystartował 1 zawodnik | Wystartował 1 zawodnik | Wystartował 1 zawodnik | Wystartował 1 zawodnik    | Wystartował 1 zawodnik    | Wystartował 1 zawodnik    | Wystartował 1 zawodnik    |
| Klasa 8 (65–69)   | Odd Aarnes         | Norwegia          | 26,0 m, 26,0 m | 262,8  | Hermann Smedsrud       | Norwegia               | 24,5 m, 24,5 m         | 140,4                  | Wystartowało 2 zawodników | Wystartowało 2 zawodników | Wystartowało 2 zawodników | Wystartowało 2 zawodników |
| Klasa 7 (60–64)   | Nils Eriksen       | Norwegia          | 28,0 m, 29,0 m | 180,8  | Earle Murphy           | Stany Zjednoczone      | 26,5 m, 26,0 m         | 162,2                  | Kjell Larsen              | Norwegia                  | 25,5 m, 25,0 m            | 150,1                     |
| Klasa 6 (55–59)   | Willy Johansen     | Norwegia          | 28,0 m, 28,0 m | 184,5  | John Eidem             | Norwegia               | 26,5 m, 25,5 m         | 166,3                  | Teuvo Koljonen            | Finlandia                 | 26,5 m, 27,0 m            | 165,0                     |
| Klasa 5 (50–54)   | Magne Heistad      | Norwegia          | 29,5 m, 29,0 m | 181,5  | Aarne Kuisma           | Finlandia              | 28,0 m, 28,0 m         | 181,0                  | Alan Andersen             | Norwegia                  | 27,5 m, 27,5 m            | 170,2                     |
| Klasa 4 (45–49)   | Jorgen Brenden     | Norwegia          | 29,5 m, 29,0 m | 201,5  | Guttorm Bakke          | Norwegia               | 28,5 m, 30,0 m         | 195,0                  | Ola Fiske                 | Norwegia                  | 29,5 m, 28,0 m            | 185,2                     |
| Klasa 3 (40–44)   | Pertti Savolainen  | Finlandia         | 30,5 m, 31,5 m | 215,8  | Kalevi Neuvonen        | Finlandia              | 28,5 m, 29,0 m         | 196,7                  | Kalevi Junkkarinen        | Finlandia                 | 30,0 m, 29,5 m            | 195,8                     |
| Klasa 2 (35–39)   | Nils Olav Kongsvik | Norwegia          | 30,0 m, 31,5 m | 198,9  | Rune Dahl              | Norwegia               | 30,0 m, 29,5 m         | 193,3                  | Jo Erichsrud              | Norwegia                  | 29,0 m, 29,0 m            | 187,6                     |
| Klasa 1 (30–34)   | Magnar Larsen      | Norwegia          | 31,5 m, 31,5 m | 206,6  | Stig Dahl              | Norwegia               | 30,5 m, 29,5 m         | 198,7                  | Tom Knutsen               | Norwegia                  | 31,5 m, 30,5 m            | 193,3                     |
| K-50              |                    |                   |                |        |                        |                        |                        |                        |                           |                           |                           |                           |
| Klasa 8 (65–69)   | Odd Aarnes         | Norwegia          | 32,0 m, 33,0 m | 104,48 | Wystartował 1 zawodnik | Wystartował 1 zawodnik | Wystartował 1 zawodnik | Wystartował 1 zawodnik | Wystartował 1 zawodnik    | Wystartował 1 zawodnik    | Wystartował 1 zawodnik    | Wystartował 1 zawodnik    |
| Klasa 7 (60–64)   | Nils Eriksen       | Norwegia          | 38,5 m, 35,5 m | 132,78 | Earle Murphy           | Stany Zjednoczone      | 38,0 m, 36,0 m         | 129,78                 | Thorbjörn Heggelund       | Norwegia                  | 35,0 m, 33,0 m            | 108,58                    |
| Klasa 6 (55–59)   | Willy Johansen     | Norwegia          | 41,5 m, 43,0 m | 165,38 | John Eidem             | Norwegia               | 35,5 m, 37,0 m         | 130,48                 | Sig Malvik                | Stany Zjednoczone         | 32,0 m, 32,0 m            | 100,78                    |
| Klasa 5 (50–54)   | Aarne Kuisma       | Finlandia         | 39,5 m, 41,0 m | 153,08 | Svein Husby            | Norwegia               | 38,5 m, 38,5 m         | 140,38                 | Magne Heistad             | Norwegia                  | 38,5 m, 40,0 m            | 136,18                    |
| Klasa 4 (45–49)   | Guttorm Bakke      | Norwegia          | 45,5 m, 45,5 m | 193,68 | Jorgen Brenden         | Norwegia               | 44,0 m, 44,5 m         | 191,18                 | Ola Fiske                 | Norwegia                  | 40,5 m, 42,0 m            | 162,48                    |
| Klasa 3 (40–44)   | Ronald Jensen      | Norwegia          | 46,5 m, 44,5 m | 204,68 | Pertti Savolainen      | Finlandia              | 45,0 m, 46,5 m         | 204,28                 | Jorgen Nordskog           | Norwegia                  | 43,0 m, 45,0 m            | 189,58                    |
| Klasa 2 (35–39)   | Nils Olav Kongsvik | Norwegia          | 47,5 m, 45,5 m | 206,08 | Christian Berggrav     | Finlandia              | 44,0 m, 47,5 m         | 202,28                 | Alf Tore Haug             | Norwegia                  | 46,0 m, 44,0 m            | 186,98                    |
| Klasa 1 (30–34)   | Leonid Kamarov     | Rosja             | 44,5 m, 47,5 m | 197,88 | Sergey Tcherviakov     | Rosja                  | 47,5 m, 45,0 m         | 194,98                 | John Erik Stromberg       | Norwegia                  | 42,0 m, 46,5 m            | 190,68                    |
| K-80              |                    |                   |                |        |                        |                        |                        |                        |                           |                           |                           |                           |
| Klasa 6 (55–59)   | Willy Johansen     | Norwegia          | 56,0 m, 60,5 m | 117,9  | Wystartował 1 zawodnik | Wystartował 1 zawodnik | Wystartował 1 zawodnik | Wystartował 1 zawodnik | Wystartował 1 zawodnik    | Wystartował 1 zawodnik    | Wystartował 1 zawodnik    | Wystartował 1 zawodnik    |
| Klasa 5 (50–54)   | Don West           | Stany Zjednoczone | 49,5 m, 46,5 m | 66,6   | Wystartował 1 zawodnik | Wystartował 1 zawodnik | Wystartował 1 zawodnik | Wystartował 1 zawodnik | Wystartował 1 zawodnik    | Wystartował 1 zawodnik    | Wystartował 1 zawodnik    | Wystartował 1 zawodnik    |
| Klasa 4 (45–49)   | Jorgen Brenden     | Norwegia          | 61,0 m, 64,0 m | 147,0  | Guttorm Bakke          | Norwegia               | 60,0 m, 62,0 m         | 135,2                  | Corky Denisson            | Stany Zjednoczone         | 60,0 m, 61,0 m            | 129,1                     |
| Klasa 3 (40–44)   | Pertti Savolainen  | Finlandia         | 69,5 m, 73,0 m | 195,0  | Ronald Jensen          | Norwegia               | 69,0 m, 65,0 m         | 173,4                  | Kalevi Junkkarinen        | Finlandia                 | 65,5 m, 66,5 m            | 162,7                     |
| Klasa 2 (35–39)   | Christian Berggrav | Norwegia          | 70,0 m, 68,5 m | 184,6  | Svein Gulbrandsen      | Norwegia               | 70,0 m, 69,0 m         | 182,4                  | Nils Olav Kongsvik        | Norwegia                  | 70,5 m, 68,0 m            | 182,1                     |
| Klasa 1 (30–34)   | Sergey Tcherviakov | Rosja             | 74,5 m, 70,0 m | 187,7  | Nils P. Nordeng        | Norwegia               | 70,5 m, 70,5 m         | 182,6                  | Leonid Kamarov            | Rosja                     | 70,0 m, 69,0 m            | 178,9                     |

## Statystyka
| Miejsce | Kraj              | Złoto | Srebro | Brąz | Razem |
| ------- | ----------------- | ----- | ------ | ---- | ----- |
| 1.      | Norwegia          | 18    | 13     | 12   | 43    |
| 2.      | Finlandia         | 3     | 3      | 3    | 9     |
| 3.      | Rosja             | 2     | 1      | 1    | 4     |
| 4.      | Stany Zjednoczone | 1     | 2      | 2    | 5     |